# إيفان ألكسندروفيتش سيروف
إيفان ألكسندروفيتش سيروف (بالروسية: Ива́н Алекса́ндрович Серóв) ضابط استخبارات سوفيتي روسي شغل منصب رئيس لجنة أمن الدولة (المخابرات السياسية السوفيتية KGB) بين مارس 1954 وديسمبر 1958، وأيضًا رئيس مديرية المخابرات العسكرية (المعروفة اختصارًا GRU) بين عامي 1958 و 1963. خلال الفترة 1939-1941، شغل منصب نائب وزير المفوضية الشعبية للشئون الداخلية (المعروفة اختصارًا NKVD) وهي وزارة الداخلية السوفيتية في عهد لافرينتي بيريا. لعب دورًا رئيسيًا في المؤامرات السياسية بعد وفاة جوزيف ستالين. ساعد سيروف في إنشاء مجموعة متنوعة من قوات الشرطة السرية في وسط وشرق أوروبا بعد إنشاء الستار الحديدي، ولعب دورًا مهمًا في سحق الثورة المجرية عام 1956.

## حياته

### مسيرة حياته العسكرية الأولى
ولد سيروف في 13 أغسطس 1905، في أفيموسكويه Afimskoje ، وهي قرية في دائرة كادنيكوف في محافظة فولوغدا بالإمبراطورية الروسية وتوفي في 1 يوايو 1990 في موسكو. خلال طفولته حدثت تغييرات كبيرة في روسيا، وبلغت ذروتها في الثورة البلشفية في نوفمبر 1917. في عام 1923، عندما كان عمره 18 عامًا، انضم إلى الجيش الأحمر بعد فترة وجيزة من نهاية الحرب الأهلية الروسية. في عام 1926، أصبح عضوًا في الحزب الشيوعي للاتحاد السوفيتي، وتخرج من مدرسة ضباط المدفعية في لينينغراد عام 1928. تمثلت إحدى الخطوات الرئيسية في مسيرته المهنية كضابط في الجيش الأحمر في حضور الدورات الأكاديمية العليا في منتصف الثلاثينيات من القرن الماضي في أكاديمية فرونزي العسكرية الشهيرة، حيث تخرج منها عام 1939.

### مسيرة حياته المخابراتية
في عام 1926، أصبح عضوًا في الحزب الشيوعي للاتحاد السوفيتي، وتخرج من مدرسة ضباط المدفعية في لينينغراد عام 1928. تمثلت إحدى الخطوات الرئيسية في مسيرته المهنية كضابط في الجيش الأحمر في حضور الدورات الأكاديمية العليا في منتصف الثلاثينيات من القرن الماضي في أكاديمية فرونزي العسكرية الشهيرة، حيث تخرج منها عام 1939.
وقد نجا سيروف من عملية التطهير الكبرى التي جرت خلال الفترت 1936-1938، والتي قادها ستالين وشملت عمليات قمع وإقصاء وتصفيات واسعة النطاق لمسؤولي الحزب الشيوعي والحكومة، والفلاحين، وقيادات في الجيش الأحمر، وكان دور سيروف فيها تكليفه بإعدام المارشال ميخائيل توخاتشيفسكي.
بعد تخرجه من أكاديمية فرونزي العسكرية في عام 1939، التحق سيروف في فبراير من نفس العام بمفوضية الشعب للشؤون الداخلية، وتعين مفوض في جمهورية أوكرانيا الاشتراكية السوفيتية، الأمر الذي جعله أحد المستفيدين من عمليات التطهير الستالينية، والذن سرعان ما تدرجوا في مسيرتهم المهنية بعد عام 1938، وكان أيضًا أحد العسكريين القلائل المحترفين في المفوضية.
أثناء فترة عمله في أوكرانيا التقى سيروف نيكيتا خروتشوف - السكرتير الأول للحزب الشيوعي الأوكراني آنذاك - وكان ذلك اللقاء مهمًا لسيروف لمواصلة حياته المهنية.
عند عودته من أوكرانيا، أصبح سيروف أحد نواب مفوض الشعب للشؤن الداخلية لافرينتي بيريا (نائبًا للمفوض بمعنى نائب وزير الداخلية)، وأثناء توليه هذا المنصب (1939-1941)، كُلِّف بتنظيم عمليات الترحيل القسرية من دول البلطيق إلى سيبيريا في عام 1939، بموجب التعليمات 001223 الصادرة بتاريخ 10 أكتوبر 1939.

### أثناء الحرب العالمية الثانية
كان من المشاركين في العام 1941 في ترحيل ألمان الفولغا. وفي نفس العام أثناء معركة موسكو، كان هو القائد العام للقوات المدافعة عن منطقة موسكو، ثم فيما بعد كان المسؤول عن مراقبة الحركة الحزبية في مفوضية الشعب للشؤون الداخلية.
في 1943/44، شارك في عمليات الترحيل الجماعي القسرية لسكان قراتشاي وقلميقيا والشيشان والإنغوشيون وتتار القرم، ومن كان يرفض من السكان عملية الترحيل تعرض لإطلاق النار عليه على الفور، الأمر الذي حدث أيضاً للأشخاص من كبار السن أو المعاقين.
كما وقعت أيضًا عمليات قتل عشوائية، كالذي حصل في قرية تشيباخ، حيث أُحرق أكثر من 700 شخص في حظيرة تحت إشراف الضابط الجورجي ميخائيل غفيشياني. وتشير التقديرات إلى أنه خلال عمليات الترحيل، توفي ما يقارب 43٪ من السكان المرحلين بسبب الأمراض المعدية وسوء التغذية.
في 15 يوليو 1944، كان سيروف مسؤولًا عن نزع سلاح وترحيل وحدات الجيش البولندي المحلي (بالبولندية: أرميا كراخوفا Armia Krajowa) في منطقة فيلنيوس، والتي استعادت المدينة من القوات الألمانية في الأيام السابقة (طالع: عملية باغراتيون). من هذه النقطة قاد سيروف قمع وتصفية أهم قوة مناهضة للسوفيت في بولندا. في بداية مايو 1945، أصبح سيروف، مفوض ثاني لأمن الدولة في المرتبة الثانية، وأحد النواب الثلاثة المسؤولين عن الإدارة المدنية ضمن الإدارة العسكرية في منطقة الاحتلال السوفيتي في ألمانيا.
في نهاية الحرب الوطنية العظمى، كان سيروف حاضرًا عند استسلام الفيرماخت الألماني (الجيش الألماني) في برلين. في ذلك الوقت كان يحمل رتبة عقيد وحصل على وسام بطل الاتحاد السوفيتي.

### مسيرته بعد الحرب العالمية الثانية
بعد انتهاء الحرب العالمية الثانية تغير اسم المفوضية الشعبية للشؤون الداخلية إلى وزارة الداخلية وتعين سيروف رئيساً لقسم الوزارة التابعة للإدارة العسكرية السوفيتية في ألمانيا الشرقية، وكان من ضمن مسؤولياته متابعة الجواسيس والمنشقين والإرهابيين والعانصر النشطة المعادية وكذلك البحث عن الموطنين السوفيت المختطفين في ألمانيا وأيضًا العملاء السوفيت الذي تعاونوا مع الألمان أثناء الحرب وكذلك قمع المعارضين للوجود الروسي في ألمانيا الشرقية. كان المشرف الرئيسي على عملية أسوأفياخيم السرية والتي تم في إطارها تفكيك المصانع العسكرية في ألمانيا ونقلها إلى الاتحاد السوفيتي وكذلك اختطاف حوالي 2000 من العلماء والخبراء والمهندسين الألمان مع بعض أفراد عوائلهم وترحيلهم إلى الاتحاد السوفيتي في 22 أكتوبر 1946.:108,126
خلال الفترة 1947 حتى 1953 شغل منصب النائب الأول لوزير داخلية الاتحاد السوفيتي. وبعد وفاة ستالين انضم إلى ما أسمي بـ"القيادة الجماعية" المناهضة لوزير الداخلية بيريا، بسبب الحاشية الجورجية المحيطة به. بعد فصل جهاز ال كي جي بي عن وزارة الداخلية، تولى سيروف رئاسة الجهز خلفًا لـ خروتشوف الذي كان يثق به. في عام 1954 تخلص سيروف من كل الملفات التي كانت تثبت تورط خروتشوفس في "العمليات الإرهابية الكبرى"، والتي منها ثلات محاولات اغتيال فاشلة لضابط المخابرات السوفيتي المنشق نيكولاي خوخلوف في العام 1954 والعام 1957، والذي هرب إلى الولايات المتحدة في عام 1954 وشهد حول أنشطة جهاز الـKGB.
بعد وفاة جوزيف ستالين، دعا سيروف بشدة إلى الإبقاء على الأعمال القسرية الشاقة للمعتقلين في معسكرات الاعتقال "جولاج"، ولكن كان من معارضيه في هذه القضية وزير الداخلية نيكولاي دودوروف.
في عام 1956 وجه الـ كي جي بي لقمع انتفاضة الثورة المجرية، عنما زار المجر متخفيًا بصفة مستشار سوفيتي لوزارة الداخلية المجرية.
في عام 1958، تعرض سيروف لانتقادات متزايدة من ألكسندر نيكولايفيتش شيليبين، السكرتير الأول لكومسومول ورئيس الـ كي جي بي (1958 إلى 1961)، ونيكولاي رومانوفيتش ميرونوف، رئيس فرع الـ كي جي بي في لينينغراد. في ديسمبر من نفس العام، استبدلت اللجنة المركزية للحزب الشيوعي سيروف بشيليبين كرئيس للـ كي جي بي وتم نقل سيروف إلى منصب رئيس المخابرات العسكرية GRU.
بعد انكشاف أمر عميل وكالة المخابرات المركزية الأمريكية أوليغ بنكوفسكي في عام 1962، والذي كان صديقًا شخصيًّا لسيروف، عُزل من منصب رئيس المخابرات العسكرية الروسية، وخُفضت رتبته إلى رتبة لواء وطُرد من الحزب الشيوعي في عام 1965 نظرًا لمانسب إليه من «انتهاكات لسيادة القانون أثناء عمله في ألمانيا». وبعدها ظل سيروف لفترة طويلة، يحاول دون جدوى إعادة تأهيله، واستعادة رتبته العسكرية وعضويته في الحزب الشيوعي.

### شخصيته
وصف جهاز المخابرات البريطانية MI5 سيروف بأنه يشرب الكحول بشكل معتدل ويبدو أنه ذا أخلاق جيدة. كما أن يتمتع بحس دعابة ساخر ويظهر عداءه الواضح للسامية.  يُقال إنه كان منظمًا جيدًا ويتمتع بنباهة سريعة. كما يقال أنه كان يفتخر بنفسه كممارس للتعذيب، كما اشتُهر داخل أجهزة قوات الأمن السوفيتية، بتفاخره أمام زملائه بأنه يستطيع "كسر كل عظمة في جسد أي إنسان دون أن يقتله".

## روابط إنترنت
- السيرة الذاتية لـ AZ-Library (بالروسية)
- السيرة الذاتية لـ Geroi strany (بالروسية)